# Max Houben
Max Isidore Marie Jules Houben (Verviers, 5 mei 1898 – Lake Placid, 10 februari 1949) was een Belgische atleet, voetballer en bobsleeër.

## Biografie
Houben nam in 1920 deel aan de Olympische Spelen van Antwerpen. Hier nam hij deel als sprinter aan de 200 m en de 4 x 100 m estafette.
Houben speelde ook voetbal bij CS Verviétois (1912-1923,1925-1926 en 1931-1936) en bij Union Sint-Gillis (1923-1925 en 1926-1929) en Racing CB (1929-1931) en speelde 190 wedstrijden in Eerste Klasse en maakte 40 doelpunten.
Later maakte hij de overstap naar het bobsleeën. Hij nam in deze tak van sport viermaal deel aan de Olympische Winterspelen (in 1928, 1932, 1936 en 1948).
Bij het eerste WK na de Tweede Wereldoorlog, dat in 1947 in Sankt Moritz werd gehouden, won Houben een zilveren medaille met Claude Houben, Albert Lerat en Jacques Mouvet in de viermansbob, het was de eerste - en tot nu toe de ook de enige - Belgische podiumplaats in de viermansbob. Hetzelfde jaar won hij een bronzen medaille met Jacques Mouvet in de tweemansbob, dit was de tweede - en tot nu toe de laatste - Belgische medaille in deze discipline, na de wereldtitel van het duo René Lunden en Jeans Coops op het laatste vooroorlogse kampioenschap in 1939.
In 1948 won Max Houben bij de Winterspelen in dezelfde plaats een zilveren medaille op de viermansbob met Jaques Mouvet, Freddy Mansveld en Louis-Georges Niels. Met zijn leeftijd van 49 jaar en 278 dagen was Houben de oudste medaillewinnaar bij de Olympische Winterspelen, totdat de Canadees Russ Howard op 50-jarige leeftijd goud won bij het curling op de Olympische Winterspelen van 2006 in Turijn.
Bij het WK 1949 in Lake Placid verongelukte Max Houben dodelijk, toen zijn bob uit de bocht vloog.
In Lambermont, een deelgemeente van Verviers, is een straat naar hem vernoemd.